# Vincenzo Pelvi
Vincenzo Pelvi, né le 11 août 1948 à Naples en Italie) est un évêque catholique italien, archevêque de l'ordinariat militaire en Italie de 2006 à 2013 puis archevêque de Foggia-Bovino de 2014 à 2023.

## Biographie
Après avoir suivi la formation en vue du sacerdoce à la faculté théologique pontificale d'Italie méridionale, Vincenzo Pelvi est ordonné prêtre en 1973 par le cardinal Corrado Ursi, archevêque de Naples. Il poursuit ses études et obtient une licence de théologie. Il partage ses premières années de ministère entre activités pastorales en paroisse et d'enseignement au séminaire et à la faculté de théologie. En mars 1996, il est nommé vicaire général de l'archidiocèse de Naples.   
Le 11 décembre 1999, Jean-Paul II le nomme évêque titulaire de Thinisa in Numidia et évêque auxiliaire de Naples. Il reçoit l'ordination épiscopale le 5 février 2000 du cardinal Michele Giordano, successeur du cardinal Ursi sur le siège archiépiscopal de Naples.  
Le 14 octobre 2006, Benoît XVI l'élève à la dignité d'archevêque et le nomme à la tête de l'ordinariat militaire en Italie en conséquence de quoi il reçoit, conformément à la loi régissant cette fonction, le grade de lieutenant-général dans l'armée italienne, et conformément à cette même loi, il quitte cette charge le jour de son 65e anniversaire le 11 août 2013. 
Le 11 octobre 2014, le pape François le nomme archevêque métropolitain de Foggia-Bovino en remplacement de Francesco Pio Tamburrino, démissionnant pour raison d'âge. Le 18 novembre 2023, il quitte ses fonctions pour raison d'âge.